# Karl Dieter Schuck
Karl Dieter Schuck (* 15. Januar 1944 in Schlüchtern) ist ein deutscher Erziehungswissenschaftler und emeritierter Hochschullehrer.

## Leben
Schuck studierte ab 1964 studierte Psychologie, Germanistik und Politik in Frankfurt am Main. Sein Diplom in Psychologie erlangte er 1970, im Jahr 1976 wurde er an der Universität Frankfurt am Main zum Dr. phil. promoviert. Von 1980 bis 2011 war er Professor für Erziehungswissenschaft, Sonderpädagogik, Psychologie der Behinderten mit dem Schwerpunkt pädagogisch-psychologische Diagnostik in sonderpädagogischen bzw. sonderschulpädagogischen Arbeitsfeldern an der Universität Hamburg. Während dieser Zeit war er von 1985 bis 1989 Direktor am Institut für Behindertenpädagogik sowie dessen stellvertretender Direktor (1989 bis 1991 und 1995). Von 1995 bis 1999 leitete er die Arbeitsstelle für Integrationspädagogik. Schuck war zudem Dekan des Fachbereichs Erziehungswissenschaft (2003–2007) sowie Gründungsdekan der Fakultät für Erziehungswissenschaft, Psychologie und Bewegungswissenschaft (2005–2010), die in dieser Form bis zur Gründung der eigenständigen Fakultät Erziehungswissenschaft im Jahre 2014 existierte.
1993 lehnte Schuck einen Ruf auf eine Professur Psychologie in den Fachrichtungen Gehörlosen- und Schwerhörigenpädagogik an der Pädagogische Hochschule Heidelberg und 1994 einen Ruf auf eine Professur Erziehungswissenschaft mit dem Schwerpunkt Heilpädagogische Förderung und Diagnostik an der Johann-Wolfgang-Goethe-Universität in Frankfurt am Main ab. 2001/2002 hatte er für ein Jahr eine Gastprofessur im Fach Rehabilitationspsychologie an der Humboldt-Universität zu Berlin inne.
Schuck ist Autor von zahlreichen fachspezifischen Publikationen und wirkt als Referent bei Symposien und Kongressen.
Seit Gründung der Kurt und Käthe Klinger – Stiftung im Sommer 1995 setzt sich Schuck als Gründungsmitglied im Vorstand der Stiftung auf unterschiedlichen Positionen für die Qualitätssicherung und Qualitätssteigerung der Ausbildung von Pädagoginnen und Pädagogen zur Übernahme sonderpädagogischer Aufgabenfelder ein.

## Wissenschaftliche Schwerpunkte
Zu Schucks Forschungsschwerpunkten zählt die Entwicklung von Menschen unter behindernden Bedingungen und in unterschiedlichen institutionellen Kontexten sowie die Entwicklung von pädagogisch-psychologischen Diagnoseverfahren zur Erfassung motorischer, kognitiver und emotional-sozialer Dimensionen der Persönlichkeit. Dabei hat Schuck an verschiedenen Stellen die Verzahnung von institutionellen (schuladministrativen) Vorgaben und diagnostischen Methoden und Strategien, also den „Verwertungszusammenhang“ sonderpädagogischer Diagnostik in einem „gegliederten“ Schulsystem, herausgearbeitet und kritisiert und den Fokus (auch vor dem Hintergrund programmatischer Neubestimmungen diagnostischer Aufgabenstellungen im Sinne einer Förderdiagnostik seit Mitte der 1980er-Jahre) auf die notwendige Verankerung pädagogischer Diagnostik „nach Maßgabe erziehungswissenschaftlicher, bildungstheoretischer, und entwicklungspsychologischer Konzepte“ gelegt und dies auch weiter ausgearbeitet. Die sonderpädagogische Diagnostik sei „nichts anderes als eine pädagogische Diagnostik zur Begleitung von Prozessen der Bildung, Erziehung und Förderung unter erschwerten Bedingungen und als Spezifikation im allgemeinen Begriff enthalten“. Schuck war außerdem an verschiedenen Forschungsprojekten zur Entwicklung integrativer Unterstützungssysteme und Schulstrukturen beteiligt.

## Schriften (Auswahl)

### Monografien
- W. Hartwig Claußen, Karl Dieter Schuck: Die Entwicklung hörgeschädigter Kinder. Untersuchungen zur kognitiven, motorischen, sprachlichen und sozialen Entwicklung von hörgeschädigten u. nicht geschädigten Kindern in verschiedenen vorschulischen Einrichtungen. Groos, Heidelberg 1986, ISBN 3-87276-559-0.
- Andreas Hinz, Dieter Katzenbach, Wulf Rauer, Karl Dieter Schuck, Hans Wocken, Hubert Wudtke: Die Integrative Grundschule im sozialen Brennpunkt. Ergebnisse eines Hamburger Schulversuchs (= Lebenswelten und Behinderung. Band 8). Feldhaus, Hamburg 1998, ISBN 3-925408-29-0.
- Wulf Rauer, Karl Dieter Schuck: Bildungswege von Kindern in der Integrativen Grundschule (= Lebenswelten und Behinderung. Band 10). Feldhaus, Hamburg 1999, ISBN 3-925408-31-2.
- Karl Dieter Schuck, Christine Pluhar: Assessment aus deutscher Perspektive. Eine Stellungnahme für einen Bericht der European Agency for Development in Special Needs Education. Büssel 2006.
- Eva Arnold, Wolfgang Lemke, Wulf Rauer, Gabriele Ricken, Joachim Schwohl, Karl Dieter Schuck: Bericht über die Evaluation der Pilotierung des ersten Jahrgangs (2007) zweier Integrativer Förderzentren in Hamburg. (PDF) 2010, abgerufen am 1. Februar 2025.

### Beiträge in Sammelbänden
- Dietrich Eggert, Karl Dieter Schuck, A. Wielandt: Ergebnisse eines Untersuchungsprogramms zur kontrollierten Behandlung lese-rechtschreibschwacher Grundschüler, Teil 1: Diagnose. In: Renate Valtin (Hrsg.): Einführung in die Legasthenieforschung. Beltz, Weinheim 1973, ISBN 3-407-51050-0, S. 140–290.
- Karl Dieter Schuck, Erika Schuck: Eine Untersuchung zur retrospektiven Erfassung von Umweltvariablen der Intelligenzentwicklung. In: Werner H.Tack (Hrsg.): Bericht über den 29. Kongreß der Deutschen Gesellschaft für Psychologie in Salzburg 1974. Band 1. Hogrefe, Göttingen 1975, ISBN 3-8017-0098-4, S. 220–222.
- Karl Dieter Schuck, Dietrich Eggert: Anspruch, Realität und Alternativen der diagnostischen Tätigkeit der Sonderschullehrer. In: Karlheinz Ingenkamp, Ralf Horn, Reinhold S. Jäger (Hrsg.): Tests und Trends 2 (= Karlheinz Ingenkamp, Ralf Horn, Reinhold S. Jäger [Hrsg.]: Tests und Trends – Jahrbuch der pädagogischen Diagnostik. Band 2). Beltz, Weinheim 1982, ISBN 3-407-54626-2, S. 71–96.
- Karl Dieter Schuck: Educational Help for Hard-of-Hearing Adults. In: Jim G. Kyle (Hrsg.): Adjustment to Acquired Hearing Loss: Analysis, Change and Learning. Centre for Deaf Studies, Bristol 1987, ISBN 0-86292-291-7, S. 211–221.
- Johann Borchert, Karl Dieter Schuck: Integration: Ja! Aber wie? – Ergebnisse aus Modellversuchen zur Förderung behinderter Kinder und Jugendlicher. Mit einer Bibliographie von Andreas Hinz (= Lebenswelten und Behinderung. Band 2). Hamburger Buchwerkstatt, Hamburg 1992, ISBN 3-925408-21-5.
- Erika Schuck, Karl Dieter Schuck: Familiäre Umweltbedingungen als Determinanten der kognitiven und Persönlichkeitsentwicklung – Eine Längsschnittuntersuchung. In: Ingrid M. Deusinger, Henning Haase (Hrsg.): Persönlichkeit und Kognition. Aspekte der Kognitionsforschung. Festschrift zum 65. Geburtstag von Fritz Süllwold. Hogrefe, Göttingen 1996, ISBN 3-8017-1022-X, S. 111–133.
- Bernd Ahrbeck, Ulrich Bleidick, Karl Dieter Schuck: Pädagogisch-psychologische Modelle der inneren und äußeren Differenzierung für lernbehinderte Schüler. In: Franz E. Weinert (Hrsg.): Psychologie des Unterrichts und der Schule (= Enzyklopädie der Psychologie, Themenbereich D, Praxisgebiete, Serie 1, Pädagogische Psychologie. Band 3). Göttingen, Hogrefe 1997, ISBN 3-8017-0539-0, S. 739–796.
- Wolfgang Lemke, Karl Dieter Schuck: Symptomatik, Ätiologie und Diagnostik bei Beeinträchtigungen der kognitiven Entwicklung. In: Annette Leonhardt, Franz B. Wember (Hrsg.): Grundfragen der Sonderpädagogik. Bildung – Erziehung – Behinderung. Beltz, Weinheim 2003, ISBN 3-407-57204-2, S. 545–576.
- Karl Dieter Schuck, Wolfgang Lemke: Grundlagen psychologischer Diagnostik. In: Burkhard Stahl, Dieter Irblich (Hrsg.): Diagnostik bei Menschen mit geistiger Behinderung. Ein interdisziplinäres Handbuch. Hogrefe, Göttingen 2005, ISBN 3-8017-1956-1, S. 4–29.
- Karl Dieter Schuck, Ulrich von Knebel, Wolfgang Lemke, Joachim Schwohl, Tanja Sturm: Rahmenbedingungen und diagnostische Umsetzung zur Feststellung sonderpädagogischen Förderbedarfs in Hamburg und Schleswig-Holstein. In: Ulrike Petermann, Franz Petermann, (Hrsg.): Diagnostik sonderpädagogischen Förderbedarfs (= Tests und Trends. Neue Folge  – Jahrbuch der pädagogisch-psychologischen Diagnostik. Band 5). Hogrefe, Göttingen 2006, ISBN 3-8017-1943-X, S. 37–65.
- Karl Dieter Schuck: Unterricht bei heterogenen Voraussetzungen. In: Astrid Kaiser, Ditmar Schmetz, Peter Wachtel, Birgit Werner (Hrsg.): Didaktik und Unterricht (= Iris Beck, Georg Feuser, Wolfgang Jantzen, Peter Wachtel [Hrsg.]: Behinderung, Bildung, Emanzipation. Band 4). Kohlhammer, Stuttgart 2011, ISBN 978-3-17-022854-2, S. 101–109.
- Karl Dieter Schuck, Wulf Rauer: Die Einführung der inklusiven Bildung in Hamburg. In: Hans Wocken (Hrsg.): Die Zähmung der Inklusion – Separation integriert Inklusion (= Lebenswelten und Behinderung. Band 23). Feldhaus, Hamburg 2020, ISBN 978-3-925408-55-7, S. 66–113.

### Zeitschriftenbeiträge
- Ulrich Bleidick, Waldtraut Rath, Karl Dieter Schuck: Die Empfehlungen der Kultusministerkonferenz zur sonderpädagogischen Förderung in den Schulen der Bundesrepublik Deutschland. In: Zeitschrift für Pädagogik. Band 41, 1995, S. 247–264.
- Karl Dieter Schuck: Bildungspolitisches Forum: Ist die 'Stadtteilschule' ein zukunftsweisendes Modell? Contra: Zwei-Säulen-Modell – Schritt in die falsche Richtung? In: Hamburg macht Schule. Band 19, Nr. 4, 2009, S. 8–9.
- Karl Dieter Schuck: Individualisierung und Standardisierung in der inklusiven Schule – ein unauflösbarer Widerspruch? In: Die Deutsche Schule. Band 106, Nr. 2, 2014, S. 163–175.
- Karl Dieter Schuck, Wulf Rauer: Konsequenzen und Anregungen aus EiBiSch für die Weiterentwicklung der inklusiven Schule. In: Die Deutsche Schule. Band 111, Nr. 4, 2019, S. 479–49.

### Mitherausgeberschaft
- W. Hartwig Claußen, Karl Dieter Schuck (Hrsg.): Pädagogische Hilfen für schwerhörige und ertaubte Erwachsene. Band 1: Grundlegungen und empirische Untersuchungen. Band 2: Inhalte und Methoden (= Forschungsbericht des Bundesministers für Arbeit und Sozialordnung in der Reihe Gesundheitsforschung. Band 179). Bundesministerium für Arbeit und Sozialordnung, Bonn 1989.
- 1991–2023: Mitherausgeber von 25 Bänden in der Reihe Lebenswelten und Behinderung (Hamburger Buchwerkstatt und Feldhausverlag, Hamburg)
- Karl Dieter Schuck, Wulf Rauer, Doren Prinz (Hrsg.): EiBiSch – Evaluation inklusiver Bildung in Hamburgs Schulen. Quantitative und qualitative Ergebnisse (= HANSE – Hamburger Schriften zur Qualität im Bildungswesen. Band 17). Waxmann, Münster 2018, ISBN 978-3-8309-3922-1.

### Pädagogisch-psychologische Diagnoseverfahren
- Schuck, Karl Dieter, Dietrich Eggert, Ulrich Raatz: Columbia Mental Maturity Scale (CMM 1–3) – Sprachfreier Gruppenintelligenztest für die Grundschule. Beltz-Test, Weinheim 1975.
- Dietrich Eggert (Hrsg.): HAWIVA – Hannover Wechsler Intelligenztest für das Vorschulalter. Deutsche Bearbeitung der Wechsler Preschool and Primary Scale of Intelligence nach einer Übersetzung von Gabriele Feldmann-Bange durch Dietrich Eggert und Karl Dieter Schuck. Huber, Bern 1976.
- Wulf Rauer, Karl Dieter Schuck: Fragebogen zur Erfassung emotionaler und sozialer Schulerfahrungen von Grundschulkindern dritter und vierter Klassen (FEESS 3–4). Beltz Test GmbH, Göttingen 2003.
- Wulf Rauer, Karl Dieter Schuck: Fragebogen zur Erfassung emotionaler und sozialer Schulerfahrungen von Grundschulkindern erster und zweiter Klassen (FEESS 1–2). Belt Test GmbH, Göttingen 2004.
- Gabriele Ricken, Annemarie Fritz, Karl Dieter Schuck, Ulrich Preuß (Hrsg.): HAWIVA–III. Hannover-Wechsler-Intelligenztest für das Vorschulalter – III. Übersetzung und Adaption der WPPSI–III von David Wechsler. Huber, Bern 2007.
- Wulf Rauer, Karl Dieter Schuck: Fragebogen zur Erfassung emotionaler und sozialer Schulerfahrungen in der fünften und sechsten Klassenstufe (FEESS 5–6). 1. Auflage. Hogrefe, Göttingen 2021.